# داویت هاکوبیان
داویت هاکوبیان (ارمنی: Դավիթ Հակոբյան؛ زادهٔ ۲۱ مارس ۱۹۹۳ در گیومری) بازیکن فوتبال در پست هافبک اهل ارمنستان است.

## باشگاهی
از باشگاه‌هایی که در آن بازی کرده‌است می‌توان به باشگاه فوتبال شیراک اشاره کرد.

## تیم ملی
وی در تیم‌های ملی فوتبال زیر ۱۹ سال ارمنستان، زیر ۲۱ سال ارمنستان و همچنین تیم ملی فوتبال ارمنستان بازی کرده‌است. هاکوبیان نخستین بازی ملی خود که یک بازی دوستانه بود در کارسون، کالیفرنیا در تاریخ ۱ ژوئن ۲۰۱۶ در مقابل السالوادور انجام داده است.